# Ле Молина (Фиренца)
Ле Молина је насеље у Италији у округу Фиренца, региону Тоскана.
Према процени из 2011. у насељу је живело 30 становника. Насеље се налази на надморској висини од 342 м.